# Bodaki (Petite-Pologne)
Pour l’article homonyme, voir Bodaki.
Bodaki (prononciation : [bɔˈdakʲi]), également connue sous le nom ukrainien de Bodaky (ukrainien : Бодаки), est une localité polonaise de la gmina de Sękowa, située dans le powiat de Gorlice en voïvodie de Petite-Pologne.